# Vallis Rheita
La Vallis Rheita è una struttura geologica della superficie della Luna.